# لويس أدلارد
لويس أدلارد (بالإنجليزية: Luis Adlard)‏ هو لاعب كرة قدم بريطاني في مركز الهجوم، ولد في 13 أكتوبر 2002 في إنجلترا في المملكة المتحدة. لعب مع غريمسبي تاون.

## وصلات خارجية
- لويس أدلارد على موقع قاعدة بيانات كرة القدم.إي يو (الإنجليزية)
- لويس أدلارد على موقع Soccerway.com (الإنجليزية)